# Валенсійське королівство
Валенсійське королівство (кат. Regne de València, МФА: [ˈreŋne ðe vaˈlensi. a]; ісп. Reino de Valencia; лат. Regnum Valentiae) — одне зі складових володінь Арагонської Корони, що було розташоване на східному узбережжі Піренейського півострова, на південний захід від Каталонії.
Валенсійське королівство формально утворене у 1238 році, коли мавританська Валенсійська тайфа була захоплена Арагоном в ході Реконкісти. Воно було розпущене Філіпом V Іспанським декретами Nueva Planta у 1707 році разом з іншими складовими старої Арагонської Корони в результаті війни за іспанську спадщину.
Протягом свого існування Валенсійське королівство керувалося законами та інституціями, викладеними в Хартії Валенсії ці хартії надавали йому широке самоврядування під владою Арагонської корони, а згодом — Іспанського королівства.
Межі та ідентичність нинішньої іспанської автономної спільноти Валенсійське співтовариство по суті є межами та ідентичністю колишнього Валенсійського королівства.

### Реконкіста

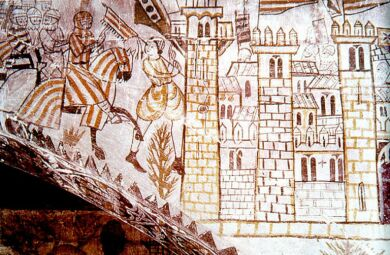
Король Хайме I в'їжджає в місто Валенсію 9 жовтня 1238 року

Завоювання території, що згодом стала Валенсійським королівством, розпочалося у 1232 році, коли король Арагонського королівства Хайме I, знаний як Завойовник на чолі переважно арагонських військ взяв Морелью. Незабаром після цього, у 1233 році, Борріана і Пеніскола також були відібрані у тайфи بلنسية Балансія (Валенсія арабською мовою).
Друга і більш актуальна хвиля експансії відбулася в 1238 році, коли Хайме I розгромив маврів з Балансійської тайфи. Він увійшов до міста Валенсія 9 жовтня 1238 року, що й вважається днем виникненням Валенсійського королівства.
Третій етап розпочався в 1243 році і закінчився в 1245 році, коли він досягнув меж, узгоджених між Хайме I і спадкоємцем кастильського престолу, Альфонсо Мудрим, який успадкує трон як Альфонсо X в 1252 році. Ці межі простежуються в Альміздрський договір між Короною Кастилії та Короною Арагону, який координував їхні зусилля в Реконкісті, спрямовані на те, щоб витіснити маврів на південь, встановивши їхні бажані зони впливу. Договір Альмізри встановив південну лінію арагонської експансії по лінії, утвореній селами Біар і Бусот, сьогодні на півночі провінція Аліканте. Все, що знаходилося на південь від цієї лінії, включно з майбутнім Мурсійським королівством, згідно з цим договором було зарезервовано за Кастилією.
Від самого початку завоювання тягнулося питання про переважну більшість мудехарів (мусульманського) населення, що залишилося в тилу фронту бойових дій що рухався все далі на південь, доки їх нарешті не вигнали «масово» у 1609 році. До цього моменту вони становили складну проблему для новоствореного Королівства, оскільки їхня чисельність була необхідною для підтримки економіки, що надихало на часті пакти з місцевим мусульманським населенням, таким як Мохаммед Абу Абдаллах Бен Худзаїл аль-Сахуір, толеруючи в різній мірі їхню культуру, але, з іншого боку, вони вважалися загрозою для Королівства через відсутність лояльності та їхні реальні або уявні змови з метою привести Османську імперію на їхній порятунок.
Частими були повстання мавританського населення проти християнського правління, найбільш загрозливими були ті, що їх очолив мавританський вождь Мохаммед Абу Абдаллах Бен Худзаїл ас-Сахуір, також відомий як Аль-Азрак. Він очолював важливі повстання в 1244, 1248 і 1276 роках. Під час першого з них він на короткий час відновив мусульманську незалежність для земель на південь від Хукару, але незабаром йому довелося здатися. Під час другого повстання король Хайме I ледь не загинув у битві, але Аль-Азрак також був остаточно поневолений, і його життя вдалося врятувати лише завдяки давнім стосункам з християнським монархом. Під час третього повстання загинув сам аль-Азрак, але його син продовжував сприяти мусульманським заворушенням, і місцеві повстання траплялися завжди.
Хайме II на прізвисько Jaume II el Just або Справедливий, онук Хайме I, у 1296 році розпочав фінальний наступ своєї армії на південь за межу Біар-Бусотського пакту. Його кампанія була спрямована на родючу сільську місцевість навколо Мурсії і Вега-Баха-дель-Сегура, чиї місцеві мусульманські правителі були пов'язані пактами з Кастилією і правили за дорученням від імені цього королівства; кастильські війська часто здійснювали набіги на цю територію, щоб утвердити суверенітет, який у будь-якому разі не був стабільним, а характеризувався типовими для прикордонних територій сутичками і постійно мінливими союзами.
Кампанія під проводом Хайме II була успішною настільки, що розширила межі Валенсійського королівства далеко на південь від раніше узгодженого кордону з Кастилією. Його війська зайняли Оріуелу та Мурсію. Те, що мало стати остаточною лінією розмежування між Кастилією та Короною Арагону, було остаточно узгоджено на підставі «Sentencia Arbitral de Torrellas» (1304), виправленого в договорі Ельче (1305), за яким Оріуела (також Аліканте та Ельче) відійшла до Валенсійського королівства, тоді як Мурсія — до Кастильської корони, таким чином, було проведено остаточний південний кордон Валенсійського королівства.
Наприкінці процесу чотири тайфи були знищені: Балансія, Альпуенте, Денія та Мурсія. За тогочасними мірками, це можна вважати досить швидким завоюванням, оскільки більша частина території була здобута менш ніж за п'ятдесят років, а максимальне розширення було завершено менш ніж за одне століття. Платою за цей швидкий процес у вигляді соціальних і політичних заворушень, яку довелося заплатити, стало існування великого мусульманського населення в межах королівства, яке і не бажало ставати його частиною, так і не мало такої можливості, доки залишалося мусульманським.